# 長野県道・愛知県道74号阿南東栄線
長野県道・愛知県道74号阿南東栄線（ながのけんどう・あいちけんどう74ごう あなんとうえいせん）は、長野県下伊那郡売木村から阿南町、愛知県北設楽郡豊根村を経て、愛知県北設楽郡東栄町に至る主要地方道（長野県道・愛知県道）である。
2県にまたがる県道であるが、ほとんどの区間が愛知県を走る（長野県内の区間は800mほど。更に売木村区間は県道447号交点付近のみ）。

## 概要
売木村と阿南町の境界付近が起点で、一旦国道151号に合流しすぐに分かれる。しばらく山道を走り、豊根村の中心部に入る。村の中心部を抜けると再び山道となり、東栄町に入る。国道473号と交差する新橋北交差点あたりから東栄町の中心部に入り、坂道を上って本郷商店街を抜けると、再び国道151号と合流し、終点となる。

### 路線データ
- 起点：長野県下伊那郡売木村南部第一（長野県道447号大平山松葉線交点）
- 終点：愛知県北設楽郡東栄町本郷（本郷交差点：国道151号交点）
- 全長：約34.8㎞（長野県：約0.8㎞、愛知県：約34.0㎞）

## 歴史
- 1959年（昭和34年）
  - 8月1日：長野県が一般県道2号阿南東栄線の認定。
  - 12月15日：愛知県が一般県道448号阿南東栄線を認定
- 1973年（昭和48年）7月23日：長野県が一般県道阿南東栄線の整理番号を102へ変更。
- 1982年（昭和57年）4月1日：建設省（現・国土交通省）が阿南東栄線を主要地方道へ指定[1]。
- 1983年（昭和58年）
  - 1月17日：長野県が主要地方道認定に伴い整理番号を102から74へ改番。
  - 2月21日：愛知県が主要地方道認定に伴い整理番号を448から74へ改番。
- 1984年（昭和59年）12月：国道151号駒久保トンネル開通に伴い151号旧道を当線東栄町終点付近のルートに変更。
- 1993年（平成5年）5月11日：建設省から、主要県道阿南東栄線が阿南東栄線として主要地方道に再指定される[2]。
- 2016年（平成28年）11月7日：国道151号新野峠バイパス開通に伴い起点が国道151号旧道上を約0.4km西進した長野県道447号大平山松葉線交点の丁字路（売木村）に変更される。

## 路線状況

### 重複区間
- 国道151号（起点付近：新野峠バイパス）
- 愛知県道426号津具大嵐停車場線（北設楽郡豊根村三沢）
- 愛知県道428号古真立津具線（北設楽郡豊根村下黒川）

## 地理

### 通過する自治体

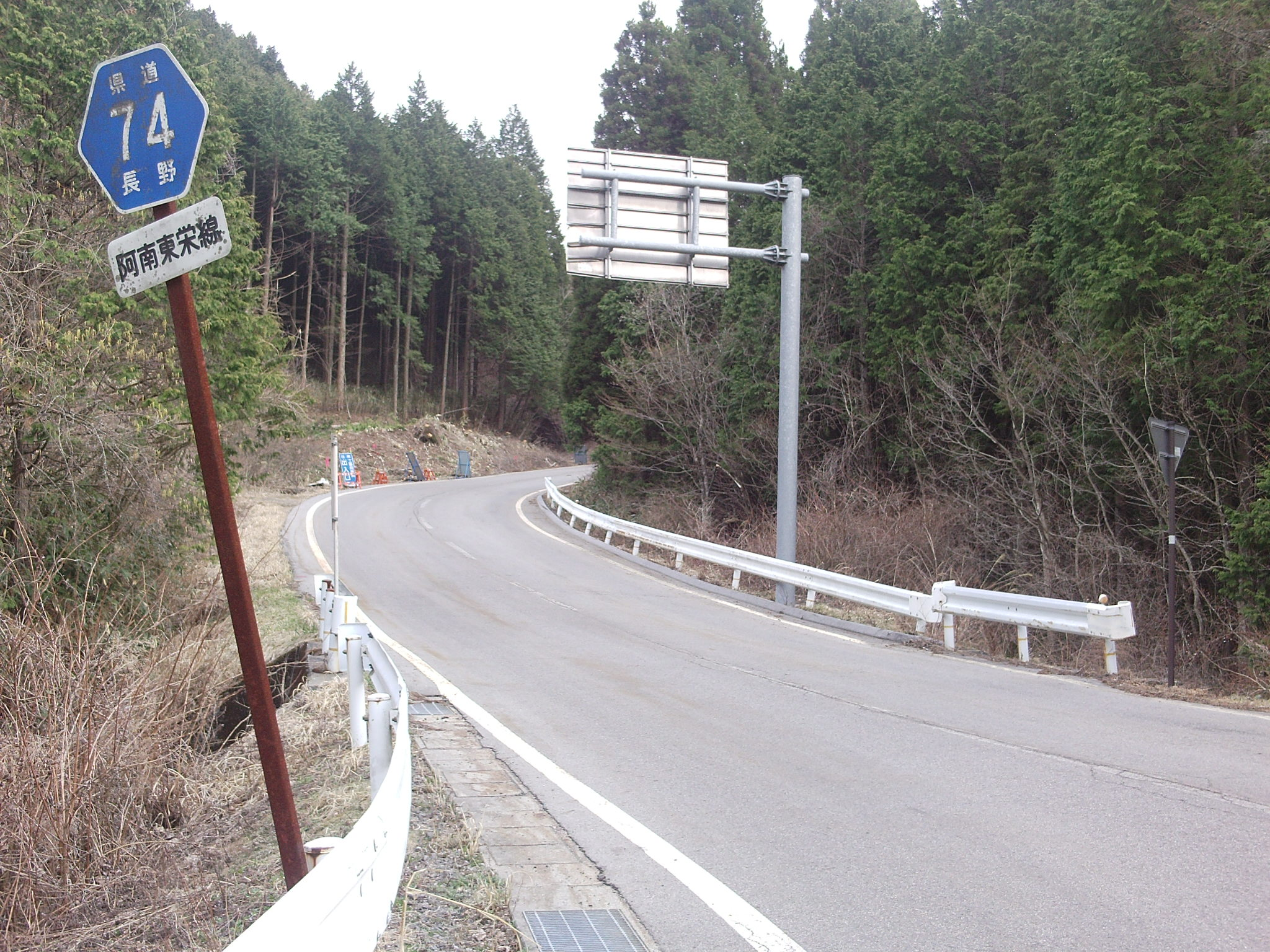
国道151号から分岐した地点。長野県側はわずかな区間しかない。（長野県下伊那郡阿南町新野、写真の箇所は現在国道151号新野峠バイパスで県道74号が合流・重複する区間となる）

- 長野県
  - 下伊那郡
    - 売木村
    - 阿南町
- 愛知県
  - 北設楽郡
    - 豊根村
    - 東栄町

### 交差・接続する道路
- 長野県道447号大平山松葉線（下伊那郡売木村南部第一、丁字交差）
- 旧国道151号（遠州街道、祭り街道：売木村南部第一、直進）
- 国道151号（下伊那郡阿南町大字新野：新野峠バイパス=元・県道74号のルートで合流後約300m重複して分岐）
- 林道豊富線（北設楽郡豊根村三沢矢立山：長野・愛知県境付近で直交）
- 愛知県道426号津具大嵐停車場線（北設楽郡豊根村三沢字坂尻：約100mのみ重複）
- 愛知県道428号古真立津具線（北設楽郡豊根村下黒川字下中：豊根村役場前）
- 愛知県道428号古真立津具線（北設楽郡豊根村下黒川保木：黒川橋北詰）
- 愛知県道504号御園浦川停車場線（北設楽郡東栄町御園坂場）
- 愛知県道430号足込上黒川線（北設楽郡東栄町足込橋場）
- 国道473号（北設楽郡東栄町下田市場・新橋北交差点）
- 国道151号（北設楽郡東栄町本郷上岡本・本郷交差点、終点、Y字交差）

### 沿線の地理、施設など
- 小田峠（標高637m）
- 豊根村役場
- 豊根郵便局
- 御園隧道（標識は御園トンネル：延長140m）：2023年現在落盤の惧れありとして通行止
- 坪沢峠（標高545m）
- 東栄医療センター附属下川診療所
- 本郷商店街：国道151号旧道
  - 豊川信用金庫東栄支店
  - 磐田信用金庫東栄支店
  - おでかけ北設 本郷バス停（バスターミナル）